# Палюрци
Палюрци, още Пальорци или Палеорци (на македонска литературна норма: Паљурци), е бивше село в Северна Македония.

## География
Селото е било разположено в областта Боймия, на територията на община Богданци, на около 8 километра източно от Богданци, под съвременния язовир Палюрци на Стара река, в западното подножие на Дъб.

## История
Има легенда, че името на това село идва от Апостол Павел, който, когато е дошъл да проповядва на солуняните е обикалял, и че там, където е проповядвал, се е казвало, че е Павлово място. Турците са го нарекли Павлерци, оттам и Палюрци.
В началото на XIX век Палюрци е чифлигарско село. В „Етнография на вилаетите Адрианопол, Монастир и Салоника“, издадена в Константинопол в 1878 година и отразяваща статистиката на населението от 1873, Палюрци (Paliurtzi) е посочено като село с 30 домакинства и 136 жители българи. Според статистиката на Васил Кънчов („Македония. Етнография и статистика“) от 1900 година Палюрци има 150 жители българи християни.
През 1889 година в Солун е основана монашеската общност на сестрите евхаристинки към църквата на българските униати. Основатели на тази общност са лазаристкият свещеник Йосиф Алоати и сестра му Еврозия, като отец Алоати със свои средства изкупува цялото чифлишко село. През 1892 г. евхаристинките пренасят центъра на дейността си в Палюрци. Първоначално те създават в селото женски манастир и към него организират едно мъжко и едно женско сиропиталище, а след това откриват и земеделско училище. Манастирът става база на четите на ВМОРО.
В началото на XX век всички жители на селото са българи униати – по данни на секретаря на Българската екзархия Димитър Мишев („La Macédoine et sa Population Chrétienne“) през 1905 година в Палеорци (Paleortzi) има 104 българи униати и в селото работи българско униатско училище с 1 учител и 8 ученици.
При избухването на Балканската война в 1912 година 7 души от Палюрци се записват доброволци в Македоно-одринското опълчение. Селото е осовободено от части на българската армия.
През Междусъюзническата война в 1913 година селото е нападнато от гръцки части и част от българите са прогонени, а други отведени на заточение. Селото е разрушено през Първата световна война, понеже там минава Македоския фронт. След войната селото попада в Сърбия и част жителите му се изселват в България. След 1924 година населението на селото окончателно се изселва в Богданско, Дойранско и Струмишко.

## Личности
Родени в Палюрци
- Андон Христов, македоно-одрински опълченец, 3 рота на 5 одринска дружина[13]
- Андон Христов, македоно-одрински опълченец, 3 рота на 15 щипска дружина[13]
- Димитър Христов (1891 – ?), македоно-одрински опълченец, 1 рота на 13 кукушка дружина[14]
- Дино Гонов (1877/1878 – 1913), македоно-одрински опълченец, Гевгелийска чета, четата на Ичко Димитров, 1 рота на 13 кукушка дружина, убит на 9 юли 1913 година[15]
- Митко Христов (? – 1913), македоно-одрински опълченец, 1 рота на 13 кукушка дружина, убит на 9 юли 1913 година[14][16]
- Мито Палюрски (1890 – ?), македоно-одрински опълченец, четата на Ичко Димитров, четата на Коста Христов Попето[17]
- Тодор Ангов, македоно-одрински опълченец, 25-годишен, четата на Ичко Димитров[18]
- Христо Пальорски, български революционер, деец на ВМОРО[19]